# Pontével
Pontével is een plaats (freguesia) in de Portugese gemeente Cartaxo en telt 4 399 inwoners (2001).